# Дубінгяйська різанина
Дубінгяйська різанина — польський воєнний злочин, скоєний Армією Крайовою 23 червня 1944. Підставою для різанини стало бажання польського командира Зигмунта Шендзеляжа помститися за розстріл поляків литовською поліцією в Глітішкесі. Жертвами стали мирні жителі литовського походження.

## Передумови
Після Першої світової війни Віленський край був окупований Другою Річчю Посполитою. Після початку Другої світової війни литовці в більшості опиралися на Третій Рейх, в той час як польський рух опору обрав союзників. Через це, в регіоні постійно велися партизанські бойові дії між литовцями, німцями і поляками. У період з березня по червень 1944 члени АК масово вбивали членів литовської поліції, після чого дійшло до розстрілу поляків у Глітішкесі.

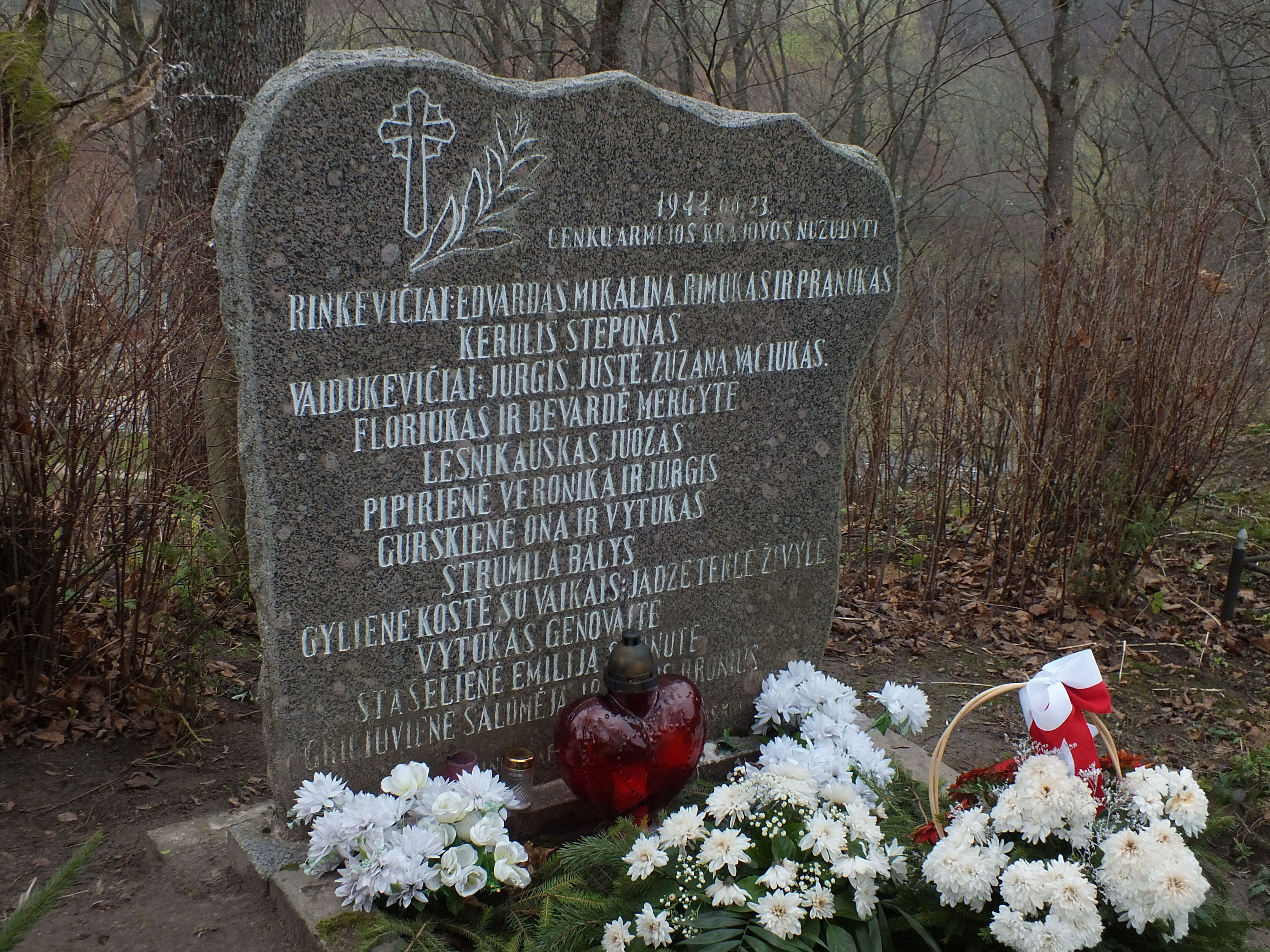
Меморіал жертвам злочину